# Championnat du Cap-Vert féminin de football
Le championnat du Cap-Vert féminin de football est une compétition de football féminin créée en 2010.

## Palmarès
| Saison    | Champion                                   |
| --------- | ------------------------------------------ |
| 2010-2011 | Fundação EPIF (Cidade da Praia)            |
| 2011-2012 | Fundação EPIF (Cidade da Praia)            |
| 2012-2013 | Clube Juvenil Seven Star (Cidade da Praia) |
| 2013-2014 | Clube Juvenil Seven Star (Cidade da Praia) |
| 2014-2015 | Clube Juvenil Seven Star (Cidade da Praia) |
| 2015-2016 | Clube Juvenil Seven Star (Cidade da Praia) |
| 2016-2017 | non disputé                                |
| 2017-2018 | Llana Futebol Clube (Espargos)             |
| 2018-2019 | Clube Juvenil Seven Star (Cidade da Praia) |
| 2019-2020 | non disputé                                |
| 2020-2021 | non disputé                                |
| 2021-2022 | Llana Futebol Clube (Espargos)             |
| 2022-2023 | Clube Juvenil Seven Star (Cidade da Praia) |
| 2023-2024 | Clube Juvenil Seven Star (Cidade da Praia) |

### Bilan par clubs
- 7 titres : Clube Juvenil Seven Star (Cidade da Praia)
- 2 titres : Fundação EPIF (Cidade da Praia), Llana Futebol Clube (Espargos)